# Estadio Reynosa
El Estadio Reynosa es un estadio de fútbol ubicado en el complejo multi usos de la Unidad Deportiva Solidaridad. Cuenta con un aforo de 15 000 personas aunque planea ampliarse. Está ubicado en la ciudad de Reynosa en Tamaulipas y sirve de localía para el equipo de fútbol Mineros de Reynosa.

## Historia
El estadio se planeó construir desde el 2010 para que la ciudad pudiera tener un equipo de Liga de Ascenso así que el alcalde de la ciudad Everardo Villarreal Salinas en conjunto con el gobernador del estado de Tamaulipas, Egidio Torre Cantú y algunas empresas de iniciativa privada, se dieron a la tarea de construir el estadio en lo que era la antigua unidad deportiva Solidaridad. El 27 de septiembre de 2014 se dio la semi inauguración del complejo pues las obras estaban acabas en un 90% y se preevé que esté totalmente completo para el 2021.

## Instalaciones
La unidad deportiva cuenta, además del estadio de fútbol, con una pista de atletismo, un centro de alto rendimiento, alberca olímpica y casa club, todas ellas dispuestas para el uso de los deportistas y personas de la ciudad.

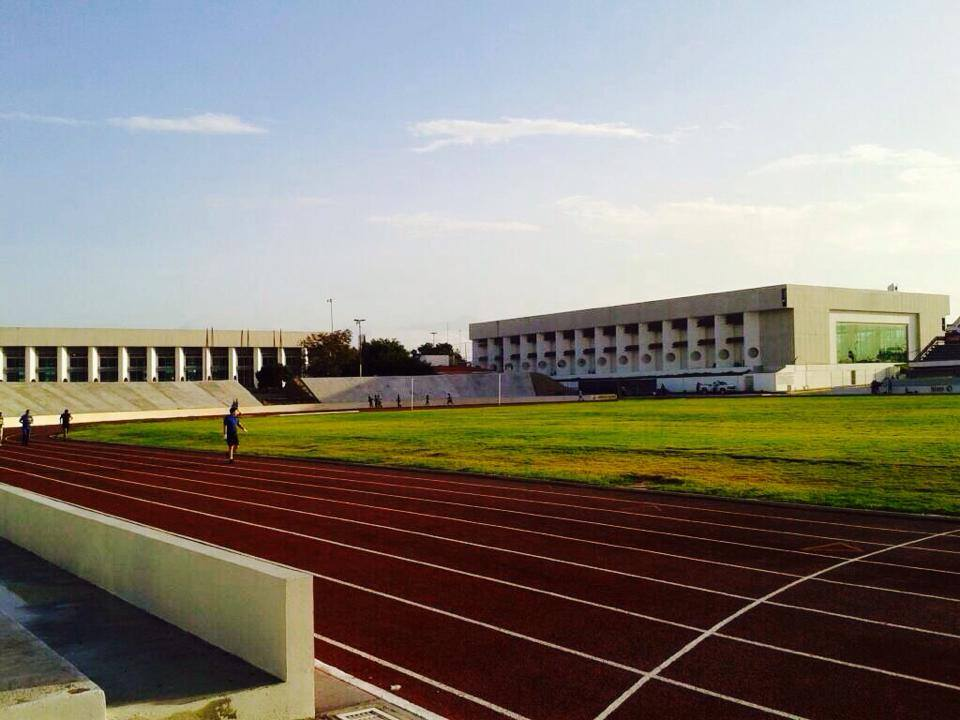
Estadio